# Wolfgang Jeschke
Wolfgang Jeschke (19. listopadu 1936 Děčín – 10. června 2015 Mnichov) byl německý spisovatel a vydavatel literatury sci-fi.

## Biografie
Jeschke vyrostl v Aspergu u Ludwigsburgu. Vyučil se nástrojařem, v roce 1959 si dodělal maturitu a studoval pak germanistiku, anglistiku a filosofii na Mnichovské universitě. Roku 1969 spolupracoval na vydání literárního slovníku „Kindlers Literaturlexikon“, a začal se zajímat o fantastickou literaturu. Hlavním námětem jeho knih jsou cesty časem. Mimo vlastní díla vešel ve známost i jako vydavatel sborníků tohoto žánru, mimo jiné i řady „Sci-fi pro znalce“ („Science Fiction für Kenner“) v nakladatelství Lichtenberg Verlag, později redigoval různé řady v nakladatelství Heine-Verlag. Zemřel v Mnichově.

## Dílo
Kromě velkého počtu vlastních děl a povídek vydal W. Jeschke přes sto antologií a dále ročenek sci-fi, kde zveřejnil nejen mnoho jím objevených autorů a povídek, ale též různé eseje a rozhovory k tomuto tématu.

### České překlady
- Poslední den stvoření (Der letzte Tag der Schöpfung), 1981 – v NSR oceněno jako nejlepší sci-fi roku, kniha volně inspirovala děj počítačové hry Original War
- Temné brány času (Der Zeiter), 1992
- Midas aneb Vzkříšení těla (Midas oder Die Auferstehung des Fleisches), 1993